# Pan alentejano
El pan alentejano (pão alentejano) es una hogaza tradicional de la región del Alentejo, en el sur de Portugal. Es el alimento más básico de los alentejanos, y cada área tiene sus propias variantes. Por ejemplo, tiene renombre el pão de Vidigueira, localidad de la cual se dice: En terras de pão, gentes de paz. Los panes del Alentejo son apreciados en todo el país por su calidad.

## Características
La masa, que contiene harina de trigo, agua, sal y masa madre, se cuece tradicionalmente en horno de leña. Tiene una forma bastante irregular, con una moña o «cabeza» (cabeço) producto plegar una de sus extremidades (lo que en portugués se conoce como pão de testa).
Su corteza es gruesa, poco tostada, y enharinada. La miga es densa, muy esponjosa y húmeda, y los alveolos aparecen en varios tamaños y formas. 

## Alentejo y el pan
El Alentejo ha sido históricamente considerado como «el granero de Portugal» por su alta rentabilidad de cereales, de los cuales producía el doble de los que consumía, y por lo tanto abastecía al resto del país del ingrediente más esencial de la cocina portuguesa. Por ello y por la calidad de sus panes, el Alentejo es también conocido como A terra do pão.

## Usos culinarios
Por su gran tamaño y corteza consistente, es común rellenarlo (pão alentejano recheado) de otros ingredientes, como queso, marisco o embutidos locales como la alheira o la linguiça.
Con pan alentejano se elaboran multitud de elaboraciones:
- Sopa de pan de Alentejo
- Sopa de ajo alentejana, que incluye cilantro y un huevo escalfado
- Migas a la alentejana
- Açorda à alentejana
- Con pescado
- Con tocino
- Solo, o con vino del DOC Alentejo
- Con azeite alentejano en tiborna, o torricado
- Boleimas, un dulce hecho con este pan